# La porno detective
La porno detective (Stacey) è un film statunitense del 1973 diretto da Andy Sidaris.

## Trama
Stacey Hanson, giovane investigatrice privata riceve dalla vedova Florence Chambers l'incarico di indagare sulla moralità dei suoi possibili futuri eredi dopo la morte del marito. Per volere di quest'ultimo, infatti, il patrimonio di famiglia si trasmetterà soltanto a una persona di ineccepibili costumi e di provata onestà. Agendo in combutta con Rodney, anziano santone di una comunità hippie, Pamela, nipote dei Chambers, tenta di sbarazzarsi sia degli altri concorrenti all'eredità e sia di Stacey.